# Travelking
A Travelking egy cseh cég, amely utazási és élménycsomagok értékesítésére összpontosít, és amelyet 2014-ben három cseh és szlovák vállalkozó alapított.

## Fő tevékenység
A Travelking elsődleges tevékenységi köre a hotelekben, panziókban és egyéb szálláshelyeken történő üdülési csomagok értékesítése európai országokban. A Travelking a TravelCircus német online utazási platformmal való 2022-es egyesülése óta élménycsomagokkal is bővítette kínálatát. A Travelking a cseh, a szlovák, 2020-tól a magyar piacon és 2022-től a lengyel piacon is kínálja utazási csomagjait

## Története
A Travelkinget 2014-ben eredetileg Slevoking néven alapította Tomáš Čmelík, Peter Kóša és Lukáš Fecko. 
2019-ben a Slevoking márkanév megváltozott, és a cég azóta Travelking néven működik. 
A Covid-19-világjárvány időszaka alatt, amikor a turisztikai szektor nehéz helyzetbe került, a cég elsősorban a csehországi ajánlatok bővítésére fókuszált.
2022-ben a Travelking egyesült a német TravelCircus céggel, amely Németországban szintén a turisztikai szektorban működik. 

## Jótékonyság
A Travelking jótékonysági célokat is támogat. Az ajánlatok megvásárlása során az ügyfeleknek lehetőségük van kisebb összegekkel támogatni a különböző jótékonysági projekteket. Ügyfelei hozzájárulásával együtt a Travelking számos jótékonysági célt támogatott, köztük gyermekotthonokat, állatmenhelyeket és egészségügyi problémával küzdőket.

## Fordítás
Ez a szócikk részben vagy egészben  a   Travelking című cseh Wikipédia-szócikk ezen változatának fordításán alapul.  Az eredeti cikk szerkesztőit annak laptörténete sorolja fel. Ez a jelzés csupán a megfogalmazás eredetét és a szerzői jogokat jelzi, nem szolgál a cikkben szereplő információk forrásmegjelöléseként.